# Redvers Buller
Redvers Buller (1839-1908) fue un general británico cuya carrera militar comenzó en China y posteriormente tomó parte en la represión de la rebelión de "Río Rojo" en Canadá (1870). En África, luchó en las guerras de Kafir y Zulú (1878-79), en la guerra anglo-bóer de 1881, y en Sudán (1884-85). Como general adjunto (1890-97), Buller reorganizó los servicios de transporte y suministros del ejército británico. Fue comandante en jefe de las tropas británicas en la guerra anglo-bóer de 1899-1902, pero sus frustrados intentos por levantar el sitio a la ciudad de Ladysmith llevaron a que fuera reemplazado por el general Frederick Roberts.